# サザビーズ法オークション
サザビーズ法（英語名:Sotheby'Law）は、世界最古の国際競売会社サザビーズやヨーロッパなどで、オークションが行われるときに使われるルールの一つである。インターネット上でオークションをする際にも、使われる時がある。
このルールは、入札する時に堅牢な意志を築くために行われるルールである。
従って、最初にオークションに使用する口座、あるいは現金（相手には見せない）を用意する必要がある。

## この方法でかけられた品で高額なもの
2007年10月9日、世界で最も希少な宝石の１つとされる６．０４カラットのブルーダイヤモンドが、当地で行われたオークションで７９８万米ドル（約９億４０００万円）で落札された。

## サザビーズが登場する作品
1983年のイギリス映画『007 オクトパシー』で、ジェームズ・ボンドは任務でサザビーズの競売に参加する。1999年のイギリス映画『ロック、ストック&トゥー・スモーキング・バレルズ』の最後で、映画の登場人物の一人が「バザビーズ」とよばれる競売会社のオークション・カタログを見ているシーンがあり、これはサザビーズをもじったものと思われる。またアメリカ合衆国のアニメ『ファミリー・ガイ』のエピソード「ブラインド・アンビション」では、キャラクターのクリーブランド・ブラウンが、サザビーズの熟達した競売人であると言われている。

## 日本での取り組み
一時期、日本のインターネットオークション会社でもやってほしいという声が上がったが、日本ではあまりメジャーでもなく、リスクが大きくなるので行われなかった。
しかし、一部のオークションでは、希望して参加者に任意をとれば可能であるため、行われるときがある。

## 参照
1. ↑  “Octopussy (1983)” (英語).  MSN. 2009年7月5日閲覧。